# Einsteinovy rovnice gravitačního pole
Einsteinovy rovnice gravitačního pole (ERGP, také známy jako Einsteinovy rovnice) zahrnují soubor 10 rovnic v obecné teorii relativity Alberta Einsteina, které popisují základní interakci gravitace jako výsledek zakřivení časoprostoru hmotou-energií. Poprvé je Einstein publikoval v roce 1915 jako tenzorové rovnice, ERGP týkající se místa časoprostorového zakřivení (vyjádřeno Einsteinovým tenzorem) s lokální energií a hybností v rámci tohoto časoprostoru (vyjádřeno tenzorem energie a hybnosti).
Podobně jako způsob, kterým jsou elektromagnetická pole určována náboji a proudy pomocí Maxwellových rovnic, jsou ERGP používány k určení geometrie časoprostoru vyplývající z přítomnosti hmotnosti-energie a lineární hybnosti, tj. určují metrický tenzor prostoročasu pro dané uspořádání energie a hybnosti v časoprostoru. Vztah mezi metrickým tenzorem a Einsteinovým tenzorem umožňuje, aby ERGP byly zapsány jako soubor nelineárních parciálních diferenciálních rovnic, když jsou používány tímto způsobem. Řešení ERGP jsou součásti metrického tenzoru. Setrvačnost trajektorií částic a záření (geodetika) ve výsledné geometrie se pak vypočte pomocí geodetické rovnice.
Stejně jako při zachování místní energie- hybnosti ERGP zachovává Newtonův gravitační zákon, pokud je gravitační pole slabé a rychlosti jsou mnohem menší než rychlost světla.
Přesná řešení pro ERGP lze nalézt pouze za zjednodušujících předpokladů, jako je symetrie. Nejčastěji se studují speciální třídy přesných řešení, protože modelují mnoho gravitačních jevů, jako jsou rotující černé díry a rozpínající se vesmír. Další zjednodušení je dosaženo aproximací skutečného časoprostoru jako plochého časoprostoru s malou odchylkou, která vede k linearizovaným ERGP. Tyto rovnice se používají ke studiu jevů, jako jsou gravitační vlny.

## Matematická forma
Rovnice vychází z toho, že fyzikálnímu poli lze přiřadit symetrický tenzor energie a hybnosti {\displaystyle T^{\iota \kappa }}. Dále se v teorii relativity předpokládá, že gravitační pole v daném bodě {\displaystyle x^{\lambda }} je možné popsat deseti funkcemi {\displaystyle g^{\iota \kappa }(x^{\lambda })}, {\displaystyle \iota ,\kappa =0,1,2,3} (viz metrický tenzor).
Einsteinovy rovnice je možné zapsat ve tvaru
{\displaystyle G^{\iota \kappa }(g_{\mu \nu ,\pi \rho },g_{\mu \nu ,\pi },g_{\mu \nu })=\varkappa T^{\iota \kappa }(g_{\mu \nu ,\rho },g_{\mu \nu },\phi )},
kde {\displaystyle T^{\iota \kappa }} je tenzor energie a hybnosti, {\displaystyle G^{\iota \kappa }} je Einsteinův tenzor a symbol {\displaystyle \phi } je označením pro všechna ostatní fyzikální pole čistě negeometrické povahy (včetně jejich derivací), jako je např. hmotný prach, tekutina nebo elektromagnetické pole. {\displaystyle \varkappa } je Einsteinova gravitační konstanta
{\displaystyle \varkappa ={\frac {8\pi G}{c^{4}}}}.
V tomto vzorci je {\displaystyle G} Newtonova gravitační konstanta a {\displaystyle c} je rychlost světla.
O Einsteinovu tenzoru {\displaystyle G^{\iota \kappa }} lze předpokládat, že závisí pouze na metrickém tenzoru a jeho parciálních derivacích podle {\displaystyle x^{\lambda }} nejvýše do druhého řádu. Obvykle se také požaduje, aby {\displaystyle G^{\iota \kappa }} záviselo na druhých derivacích metrického tenzoru lineárně, což lze zapsat jako
{\displaystyle {\frac {\partial ^{2}G^{\iota \kappa }}{\partial g_{\rho \sigma ,\tau \mu }\partial g_{\alpha \beta ,\gamma \delta }}}=0}.
Zákon zachování energie a hybnosti omezuje pravou stranu Einsteinových rovnic podmínkou {\displaystyle T_{;\kappa }^{\iota \kappa }=0}. Divergence levé strany Einsteinových rovnic tedy musí být identicky nulová, tzn. {\displaystyle G_{;\iota }^{\iota \kappa }=0}.
Lze ukázat, že pokud má {\displaystyle G^{\iota \kappa }} záviset pouze na metrickém tenzoru a jeho derivacích, pak je tvar {\displaystyle G^{\iota \kappa }} určen až na konstanty {\displaystyle a_{1},a_{2},a_{3}} jako
{\displaystyle G^{\iota \kappa }=a_{1}R^{\iota \kappa }+a_{2}Rg^{\iota \kappa }+a_{3}g^{\iota \kappa }}
kde {\displaystyle R^{\iota \kappa }} je Ricciho tenzor a {\displaystyle R} je skalární křivost.
Srovnáním tohoto vztahu se zúženými formami Riemannova tenzoru lze dojit k závěru, že můžeme položit {\displaystyle a_{1}=-1} a {\displaystyle a_{2}={\frac {1}{2}}}. Konstanta {\displaystyle a_{3}} zůstává neurčena. Zavedeme-li novou konstantu {\displaystyle \Lambda =-a_{3}}, můžeme rovnici popisující gravitační zákon vyjádřit jako
{\displaystyle R^{\iota \kappa }-{\frac {1}{2}}Rg^{\iota \kappa }-\Lambda g^{\iota \kappa }=\varkappa T^{\iota \kappa }}
Konstanta {\displaystyle \Lambda } se označuje jako kosmologická konstanta. Konstanta {\displaystyle \Lambda } hraje úlohu pouze v kosmologických měřítkách. Pokud řešíme problémy, které nejsou kosmologického charakteru, klademe {\displaystyle \Lambda =0}, tzn.
{\displaystyle R^{\iota \kappa }-{\frac {1}{2}}Rg^{\iota \kappa }=\varkappa T^{\iota \kappa }}
Zúžením této dostaneme skalární rovnici
{\displaystyle R=\varkappa T}
S pomocí této rovnice lze předchozí rovnici upravit na
{\displaystyle R^{\iota \kappa }=\varkappa (T^{\iota \kappa }-{\frac {1}{2}}Tg^{\iota \kappa })}
V prázdném prostoru, tedy v dokonalém vakuu, platí
{\displaystyle T^{\iota \kappa }=0}
V takovém případě platí
{\displaystyle R=0}
Odtud plyne, že v prázdném prostoru se rovnice gravitačního pole redukují na tvar
{\displaystyle R^{\iota \kappa }=0}
Einsteinovy rovnice gravitačního pole, představují systém deseti nelineárních parciálních diferenciálních rovnic. Tyto rovnice tvoří základ obecné teorie relativity.
Vzhledem k tomu, že tyto rovnice jsou nelineární, neplatí v obecné teorii relativity princip superpozice.